# 罗德岛州三百周年半美元
罗德岛州三百周年半美元（英語：Rhode Island Tercentenary half dollar）又称罗德岛州普罗维登斯三百周年半美元（Providence, Rhode Island, Tercentenary half dollar），是美国铸币局1936年生产的50美分纪念币。硬币由约翰·霍华德·本森和亚瑟·格雷厄姆·凯里共同设计，正面是建立罗德岛殖民地及普罗维登斯庄园的罗杰·威廉姆斯，旨在纪念罗德岛州普罗维登斯成立三百周年。
罗德岛州联邦参议员杰西·霍顿·梅特卡夫趋另一款纪念币授权法案在国会审议之机建议加入发行罗德岛州三百周年半美元的内容，法案随后在两院顺利通过，再经富兰克林·德拉诺·罗斯福总统签字成为法律正式生效，授权发行量为五万枚，当时已开设的三间铸币局均有生产。
硬币从1936年3月5日开始销售，起初行情火爆，公开发售的半美元仅数小时便已脱销。然而，一些内部人士大量囤积，等升值再抛售的做法引起钱币收藏爱好者强烈不满。面对发行商滥用权力的情况，国会开始采取行动，禁止部分纪念币铸造和发行。如今，罗德岛州三百周年半美元的价值在数百美元范围，具体视成色而定。

## 背景和立法
罗杰·威廉姆斯于1603年左右在英国出生，受戒成清教徒牧师后移居马萨诸塞湾殖民地，当上塞勒姆教会牧师。面对教众，他宣扬政教分离，提倡同美洲印第安人购买土地时也要公平交易，这些教义引来殖民地政府不满，于1635年将威廉姆斯驱逐，还试图把他遣返欧洲。威廉姆斯徒步逃脱，后得到纳拉甘西特印第安人大酋长马萨索特（Massasoit）庇护。1636年，威廉姆斯从马萨索特手中买下土地并建立普罗维登斯种植园，普罗维登斯种植园后与罗德岛的殖民定居点合并，组成罗德岛殖民地及普罗维登斯庄园，即如今的罗得岛州。
1931年，罗德岛州成立委员会，为威廉姆斯建立普罗维登斯三百周年策划纪念活动。据安东尼·斯沃泰克（Anthony Swiatek）和沃尔特·布林（Walter Breen）合著的纪念币主题著作记载，推动这款半美元发行的包括该州联邦参议员杰西·霍顿·梅特卡夫（Jesse H. Metcalf）和彼得·格里（Peter Gerry），以及联邦众议员约翰·马修·奥康奈尔（John Matthew O'Connell）。1936年时，美国纪念币不经政府销售，而是国会授权某个组织独家拥有以面值从美国铸币局买下硬币，然后自行决定是否加价向公众转售的权力。以罗德岛州半美元为例，获国会授权的组织是普罗维登斯三百周年委员会。
1935年4月3日，授权发行哈德逊一百五十周年半美元的法案在联邦众议院通过，而且银行和货币委员会业已建议参议院通过法案。4月15日参议院开始审议后，梅特卡夫参议员建议修订法案，增加授权发行普罗维登斯三百周年半美元的内容。现场辩论时无人反对，法案随后通过。修订后的法案经众议院重新审核后批准，再于5月2日经富兰克林·德拉诺·罗斯福签字成为法律正式生效。

## 准备
1935年12月12日，约翰·霍华德·本森（John Howard Benson）致信美国美术委员会委员李·劳列（Lee Lawrie，美术委员会此前曾将硬币设计流程告知本森），称罗德岛设计学院的罗亚尔·贝利·法拉姆（Royal B. Farnum）已将纪念币设计任务委托给他和亚瑟·格雷厄姆·凯里（Arthur Graham Carey），两人此前有过切割小型奖章金属模具的经验。
普罗维登斯三百周年委员会下属硬币小组委员会起初提议，在半美元的一面刻上七颗星星（与普罗维登斯早期市徽类似），另一面采用罗德岛州州徽图案并加上州格言（“希望”）。但据本森透露，小组委员会很快又改变主意，希望正面采用罗杰·威廉姆斯的形象，旁边是纳拉甘西特人向他打招呼，此外，小组委员会还打算对设计方案公开招标。本森和凯里依然坚持，两人修改设计并加入竞争，最终成功入选。
本森在信中表示，他非常期盼能尽快得到美术委员会的意见和建议。劳列当天就把信转交委员会主席查尔斯·摩尔（Charles Moore），称“我实在不明白他有什么好着急的……从（石膏）模型来看虽然做出来的硬币不至于特别优异，但感觉同我们以往批准的其他设计也差不多”。12月20日，美术委员会批准方案，石膏模型转送纽约奖章用品公司缩制成硬币大小的出币毂。

## 设计
半美元正面设计以普罗维登斯市徽为参考，显示罗杰·威廉姆斯跪在独木舟上，右手举起以示友好，旁边向他打招呼的纳拉甘西特印第安人右手伸出，手掌向下，是美洲原住民代表“好”的手势。印第安人身后是玉米秸杆，象征帮助和友谊，昔年五月花号朝圣者建立普利茅斯殖民地时，印第安人就曾以此表示友好。威廉姆斯的左手拿着圣经，代表殖民者对美国的贡献。图案背景是冉冉升起的太阳，代表罗德岛是第一个保证宗教信仰自由的殖民地。人物上方有“LIBERTY”（“自由”）字样围绕，这也是纪念币的设计主题。正面最外围还有（“我们信仰上帝”）、（“罗德岛州”）和纪念年份“1636”、“1936”环绕。
硬币背面是以罗德岛州州徽为蓝本的希望之锚，上方刻有州格言（“希望”），象征州政府的权威，锚下方则是代表联邦政府的美国格言（“合众为一”）。图案周围有发行国名（“美利坚合众国”）和面值（“半美元”）围绕。
虽然发行主旨是纪念普罗维登斯建立三百周年，但这款半美元上并没有（“普罗维登斯”）字样，这实际上源自三百周年委员会提出的最终修改要求。据斯沃泰克记载，“这款纪念币的正面在收藏家眼中评价不高。罗杰·威廉姆斯看上去就像老《飞侠哥顿》系列里面的机器人”。本森和凯里之后合伙在罗德岛州新港开办石材切割公司，斯沃泰克认为这正说明为什么纪念币设计图案有明显雕塑风格。另据昆汀·戴维·鲍尔斯（Q. David Bowers）记载，半美元的设计没有遇到特别严厉的批评。美术史学家科尼利厄斯·弗缪尔（Cornelius Vermeule）认为，与设计图案相比，这款硬币上的铭文有些喧宾夺主。“独木舟上的罗杰·威廉姆斯看上去就像公元前440年左右希腊花瓶上身处芦苇丛中的厄尔皮诺”，整个设计仿佛“地狱中的俄耳甫斯”。在他看来，正面人物与其他元素格格不入，呈现出一种概念主义风格的童趣魅力，而且背面的盾牌设计极其简单，根本无从入手分析或评论。

## 铸造、销售和收藏
1936年2月20日，两万枚纪念币均已从费城铸币局运抵普罗维登斯，另外三万由丹佛铸币局和旧金山铸币局各铸造一半，但发行商尚未收到。硬币在费城和丹佛铸币局的生产时间都是一月，只有旧金山铸币局是二月。除预定产量外，费城铸币局额外铸有13枚，丹佛铸币局十枚，旧金山铸币局11枚，这34枚化验用币统一存放在费城铸币局，等待来年美国化验委员会的年度检测。
斯沃泰克和布林指出，“事实证明，3月5日是充满争吵和混乱的一天”。经过大量宣传，新币在罗德岛州多家银行以一美元单价发售，其中罗德岛医院国家银行业绩最好。他州居民可以向知名钱币学家贺拉斯·格兰特（Horace M. Grant）在普罗维登斯开办的格兰特业余爱好商店邮购。数小时后，开始有银行传出售罄的消息，而且六小时后所有银行都是如此。然而事实证明，只要愿出高价，买家就能从包括贺拉斯·格兰特在内的内部人士手中买到。
此时，一些经销商会把发行量较低的纪念币囤积起来，等到价格暴涨时再出售。格兰特在1936年4月发行的《钱币学家》（The Numismatist）刊登广告，以7.5美元出售三枚套装（三家铸币局各一枚），或以2.75美元单价零售。到了六月，他的套装售价已涨至九美元，也可用别的钱币交换。6月24日，三百周年委员会宣布将以密封竞价拍卖出售套装，并且是由三家铸币局生产的前100枚半美元（有号码匹配）组成，不过这些套装是否确如委员会宣传的那样至今仍无定论。
销售方上述行径引起钱币收藏爱好者强烈不满，三百周年委员会成为多起案件被告。起诉方包括德克萨斯州钱币经销商莱曼·霍夫克（Lyman W. Hoffecker），但他同委员会以90套三枚套装达成庭外和解。此后，霍夫克多次告知其他经销商格兰特和罗德岛州官员道德败坏。霍夫克在国会颇具影响，还曾把上述乱象知会梅特卡夫参议员。议员提议通过法案再授权发行五万枚，但霍夫克认为这根本没用，除非有中立方负责销售，不然新币还是会被囤积起来。据他所言：“罗德岛州每家银行都不是在销售硬币，而是大发横财。”
1939年，国会中止多种已发行纪念币的授权，其中包括已持续发行超过十年的俄勒冈小径纪念半美元。同年，霍夫克当选美国钱币协会主席，并在11月写给钱币学家沃尔特·尼科尔斯（Walter P. Nichols）的信中质疑格兰特的职业操守。此时普罗维登斯三百周年委员会已经解散，通过发行五万枚纪念币共计获利2.4万美元，其中三分之二用于修建罗杰·威廉姆斯纪念馆。理查德·约曼（Richard S. Yeoman）2015年版的《美国钱币指南手册》（A Guide Book of United States Coins）中称，罗德岛州三百周年半美元的发行“充满争议——虚假新闻中称硬币售罄，但实际情况并非如此，部分经销商已低价购得大量（纪念币），结果就是为了（加价）转售发大财。”
1940年，三枚套装在二级市场跌至4.5美元，但此后就稳步升值，1980年纪念币热潮席卷美国期间一度达到975美元高位。根据2017年版《美国钱币指南手册》，如今三枚罗德岛州半美元套装价值325至675美元，具体视成色而定，单枚零售价约为套装的三分之一。2014年，一枚成色接近原始状态的旧金山铸币局版样品经拍卖以6463美元成交。

## 脚注
1. ↑  Bowers，第385頁.
2. ↑  Slabaugh，第109頁.
3. 1 2 3  Bowers，第386頁.
4. 1 2 3 4  Swiatek & Breen，第214頁.
5. ↑  Slabaugh，第3–5頁.
6. ↑  Flynn，第352頁.
7. ↑  Swiatek & Breen，第101–102頁.
8. ↑  Senate report，第1–2頁.
9. ↑  1935 Congressional Record, Vol. 81, Page 4951–4952 (1935-04-03)
10. ↑  1935 Congressional Record, Vol. 81, Page 5643–5644 (1935-04-15)
11. ↑  1935 Congressional Record, Vol. 81, Page 5995 (1935-04-18)
12. ↑  Swiatek，第249頁.
13. ↑  Taxay，第v–vi, 161頁.
14. ↑  Taxay，第167–168頁.
15. 1 2  Taxay，第168–170頁.
16. ↑  Taxay，第171頁.
17. ↑  Slabaugh，第108頁.
18. ↑  Swiatek，第367頁.
19. ↑  Swiatek，第363, 367頁.
20. ↑  Swiatek，第369頁.
21. ↑  Bowers，第391頁.
22. 1 2  Vermeule，第192頁.
23. ↑  Prohibiting.
24. ↑  advertisement.
25. ↑  exchange.
26. ↑  Swiatek，第365頁.
27. ↑  Bowers，第388–390頁.
28. ↑  Bowers，第390–391頁.
29. ↑  Swiatek & Breen，第xiv頁.
30. 1 2  Yeoman 2015，第1149頁.
31. ↑  Bowers，第392頁.
32. ↑  Yeoman 2017，第306頁.